# Philippe Audet
Pour les articles homonymes, voir Audet.
Philippe Audet (né le 4 juin 1977 à Ottawa, dans la province de l’Ontario au Canada) est un joueur professionnel canadien de hockey sur glace.

## Carrière de joueur
Il a été repêché par les Red Wings de Détroit lors du repêchage d'entrée dans la LNH 1995, à la 52e position, alors qu’il jouait avec les Bisons de Granby dans la Ligue de hockey junior majeur du Québec.
Il a commencé sa carrière professionnelle lors de la saison 1996-1997, alors qu’il dispute 3 matchs avec les Red Wings de l'Adirondack dans la Ligue américaine de hockey.
Lors de la saison 1998-1999, il a la chance de jouer 4 matchs dans la Ligue nationale de hockey avec les Red Wings de Détroit.
Après des passages avec les Mighty Ducks de Cincinnati et avec les Falcons de Springfield, il décide en 2001 de tenter sa chance en Europe. Il dispute donc une saison en Suède avec le AIK IF, puis une avec le Augsburger Panther de la DEL.
En 2003, il revient au Canada, alors qu’il passe une saison avec le Garaga de Saint-Georges de la Ligue de Hockey Senior Majeur du Québec.
En 2004, il retourne une saison en Allemagne, alors qu'il joue avec le ESC Moskitos Essen de la 2. Bundesliga.
À l'été 2005, il se joint au CRS Express de Saint-Georges de la Ligue nord-américaine de hockey, qui porte depuis l'été 2010 le nom du Cool FM 103,5 de Saint-Georges.
Lors des séries éliminatoires de 2009, il se blesse gravement au genou gauche lors d'une collision avec Louis-Philippe Lachance. Il a dû subir une opération, pour corriger une déchirure du ligament croisé antérieur. Cette blessure lui a fait ratée une partie de la saison 2009-2010.

## Statistiques
| Saison              | Équipe                         | Ligue               |     | Saison régulière | Saison régulière | Saison régulière | Saison régulière | Saison régulière |    | Séries éliminatoires | Séries éliminatoires | Séries éliminatoires | Séries éliminatoires | Séries éliminatoires |
| Saison              | Équipe                         | Ligue               | PJ  | B                | A                | Pts              | Pun              | PJ               | B  | A                    | Pts                  | Pun                  |                      |                      |
| 1994-1995           | Bisons de Granby               | LHJMQ               | 62  | 19               | 17               | 36               | 93               | 13               | 2  | 5                    | 7                    | 10                   |                      |                      |
| 1995-1996           | Prédateurs de Granby           | LHJMQ               | 67  | 40               | 43               | 83               | 162              | 21               | 12 | 18                   | 30                   | 32                   |                      |                      |
| 1996                | Prédateurs de Granby           | Coupe Memorial      | -   | -                | -                | -                | -                |                  |    |                      |                      |                      |                      |                      |
| 1996-1997           | Prédateurs de Granby           | LHJMQ               | 67  | 52               | 56               | 108              | 150              | 4                | 4  | 1                    | 5                    | 25                   |                      |                      |
| 1996-1997           | Red Wings de l'Adirondack      | LAH                 | 3   | 1                | 1                | 2                | 0                | 1                | 1  | 0                    | 1                    | 0                    |                      |                      |
| 1997-1998           | Red Wings de l'Adirondack      | LAH                 | 50  | 7                | 8                | 15               | 43               | 1                | 0  | 0                    | 0                    | 0                    |                      |                      |
| 1998-1999           | Red Wings de l'Adirondack      | LAH                 | 70  | 20               | 20               | 40               | 77               | 2                | 1  | 0                    | 1                    | 4                    |                      |                      |
| 1998-1999           | Red Wings de Détroit           | LNH                 | 4   | 0                | 0                | 0                | 0                | -                | -  | -                    | -                    | -                    |                      |                      |
| 1999-2000           | Mighty Ducks de Cincinnati     | LAH                 | 62  | 19               | 22               | 41               | 115              | -                | -  | -                    | -                    | -                    |                      |                      |
| 1999-2000           | Falcons de Springfield         | LAH                 | 14  | 3                | 7                | 10               | 6                | 5                | 3  | 1                    | 4                    | 14                   |                      |                      |
| 2000-2001           | Falcons de Springfield         | LAH                 | 80  | 26               | 31               | 57               | 113              | -                | -  | -                    | -                    | -                    |                      |                      |
| 2001-2002           | AIK IF                         | Elitserien          | 29  | 8                | 7                | 15               | 69               | 10               | 2  | 2                    | 4                    | 30                   |                      |                      |
| 2002-2003           | Augsburger Panther             | DEL                 | 50  | 16               | 14               | 30               | 135              | -                | -  | -                    | -                    | -                    |                      |                      |
| 2003-2004           | Garaga de Saint-Georges        | LHSMQ               | 43  | 36               | 36               | 72               | 68               | 23               | 16 | 18                   | 34                   | 20                   |                      |                      |
| 2004-2005           | ESC Moskitos Essen             | 2. Bundesliga       | 43  | 21               | 38               | 59               | 152              | -                | -  | -                    | -                    | -                    |                      |                      |
| 2005-2006           | CRS Express de Saint-Georges   | LNAH                | 53  | 35               | 48               | 83               | 92               | 4                | 1  | 1                    | 2                    | 18                   |                      |                      |
| 2006-2007           | CRS Express de Saint-Georges   | LNAH                | 46  | 35               | 30               | 65               | 94               | 10               | 10 | 7                    | 17                   | 34                   |                      |                      |
| 2007-2008           | CRS Express de Saint-Georges   | LNAH                | 43  | 25               | 26               | 51               | 67               | 11               | 4  | 9                    | 13                   | 26                   |                      |                      |
| 2008-2009           | CRS Express de Saint-Georges   | LNAH                | 42  | 35               | 30               | 65               | 70               | 5                | 7  | 6                    | 13                   | 6                    |                      |                      |
| 2009-2010           | CRS Express de Saint-Georges   | LNAH                | 15  | 6                | 4                | 10               | 27               | 18               | 7  | 17                   | 24                   | 30                   |                      |                      |
| 2010-2011           | Cool FM 103,5 de Saint-Georges | LNAH                | 35  | 24               | 22               | 46               | 57               | 7                | 5  | 3                    | 8                    | 2                    |                      |                      |
| 2011-2012           | Cool FM 103,5 de Saint-Georges | LNAH                | 41  | 22               | 31               | 53               | 71               | -                | -  | -                    | -                    | -                    |                      |                      |
| 2012-2013           | Cool FM 103,5 de Saint-Georges | LNAH                | 1   | 0                | 0                | 0                | 0                | -                | -  | -                    | -                    | -                    |                      |                      |
| Totaux LNH          | Totaux LNH                     | Totaux LNH          | 4   | 0                | 0                | 0                | 0                | -                | -  | -                    | -                    | -                    |                      |                      |
| Totaux LAH          | Totaux LAH                     | Totaux LAH          | 279 | 76               | 89               | 165              | 354              | 9                | 5  | 1                    | 6                    | 18                   |                      |                      |
| Totaux LHSMQ / LNAH | Totaux LHSMQ / LNAH            | Totaux LHSMQ / LNAH | 319 | 218              | 227              | 445              | 546              | 78               | 50 | 61                   | 111                  | 136                  |                      |                      |

## Trophées et honneurs personnels
- Ligue nord-américaine de hockey
  - 2003-2004 : élu sur l'équipe d'étoiles de l'Est
  - 2009-2010 : gagne de la Coupe Futura avec le CRS Express de Saint-Georges.
  - Au terme de la saison 2012-2013 il figure au 9e rang des meilleurs buteurs de l'histoire de la ligue (218 buts) et au 22e rang des meilleurs marqueurs (445 points).
- Ligue de hockey junior majeur du Québec
  - 1995-1996 : remporte la Coupe du président et la Coupe Memorial avec les Prédateurs de Granby. Il remporte aussi le trophée Ed-Chynoweth remis au meilleur buteur de la Coupe Memorial, en plus d'être élu dans l’équipe d'étoiles du tournoi.
  - 1996-1997 : élu dans la première équipe d'étoiles.